# Liste der Geotope im Ilm-Kreis
Im Ilm-Kreis gab es im Juni 2024 insgesamt 52 erfasste Geotope.

## Geotope

### Gesteine
| ID      | Bild | Bezeichnung                                   | Art | Stratigraphie           | Beschreibung | Gemeinde              | Lage |
| ------- | ---- | --------------------------------------------- | --- | ----------------------- | --- | --------------------- | ---- |
| IK_1018 |      | Langebergquarzit bei Herschdorf               | Grauer, mittel- bis grobkörniger Quarzit in massiger Ausbildung und bankiger Absonderung. | Ordovizium              | In dem aufgelassenen Steinbruch ist eine ca. 5 m hohe Wand aus Langebergquarzit aufgeschlossen. | Bösleben-Wüllersleben | Lage |
| IK_979  |      | Aufschluss im Elgersburger Sandstein          | roter, fein- bis mittelkörniger, mürber und bindemittelarmer Sandstein der sich durch gute Sortierung und Kornrundung ausgezeichnet                                                                                              | Oberrotliegend (Saxon)  | Das Geotop am Eingang zum Moortal ist der beste Aufschluss des Elgersburger Sandsteins, der stratigraphisch das Bindeglied zwischen dem älteren Schwalbensteinkonglomerat und dem jüngeren Totensteinkonglomerat darstellt. | Elgersburg            | Lage |
| IK_989  |      | Blockhalde am Schnittstein                    | Porphyr, Manganerz (Pyrolusit, Braunit) | Unterrotliegend (Autun) | Die Blockhalde gehört zum ehemaligen Manganerz-Grubenfeld Himmelfahrt als Teil des Rumpelberger Gangzuges. Die Bildung der Gangspalten und Zerklüftungszonen des Porphyrs und die Ausfüllung mit Manganerz erfolgte im Tertiär. | Elgersburg            | Lage |
| IK_1002 |      | Ratssteinbruch bei Ilmenau                    | Tuff aus unregelmäßigen Gemengen von Quarzporphyr, Glimmerporphyrit und Melaphyr. | Unterrotliegend (Autun) | Der Ratssteinbruch westlich von Ilmenau, am nördlichen Talhang des Hammergrundes, wurde vermutlich erstmals von Johann Wolfgang von Goethe beschrieben, der in den Aufsätzen zur Mineralogie und Geologie (1812) „Über den Ausdruck Porphyrartig“ schrieb: „Der Porphyr aus dem Ilmenauer Ratssteinbruch gehört gleichfalls hierher, und wie manches andre so genannte tote Liegende...“. Die Steinbruchwand ist etwa 80 m lang und 30 m hoch und erschließt eine Abfolge aus dem mittleren Teil des Kickelhahn-Tuffs der Ilmenau-Formation. Das hier abgebaute feste, wetter- und frostbeständige Gestein diente für Mauer- und Werksteine. | Ilmenau               | Lage |
| IK_1000 |      | Steinbruch am Ascherofen bei Ilmenau          | Glimmerporphyrit, porphyrisches Gefüge, in dunkler Grundmasse liegen Plagioklase, Biotit und Augit | Unterrotliegend (Autun) | In dem seit langem aufgeschlossenen Steinbruch ist Glimmerporphyrit als kompaktes Gestein aufgeschlossen, der dem jüngsten von 3 Ergüssen in der Ilmenau-Folge angehört. | Ilmenau               | Lage |
| IK_1011 |      | Steinbruch am Knieberg bei Langewiesen        | Rhyolith, einsprenglingsarm, mittelporphyrisch bis grobporphyrisch (Feldspat – selten Quarz), z. T. alteriert, z. T. porös, z. T. sphärolithisch, z. T. fluidal, z. T. brekziiert, massig, hellrot bis braunrot, verwittert weiß | Stefan                  | Der Steinbruch schließt einen Schlot von säulig erstarrtem Quarzporphyr auf, der sich aus einem Quarzporphyrgang entwickelt hat und den Oehrenstocker Tuff durchbricht. Der Porphyr besitzt eine ausgeprägte säulige Ausbildung. | Ilmenau               | Lage |
| IK_1015 |      | Steinbruch am Schöffenhaus bei Manebach       | Tuff, Tuffit | Unterrotliegend (Autun) | In dem aufgelassenen Steinbruch ist Kickelhahntuff aufgeschlossen. Neben dem Tuff stehen im Steinbruch auch Tuffit- und Sedimentlagen an. | Ilmenau               | Lage |
| IK_1014 |      | Steinbruch an der Langebachtalmündung         | Granit, Aplit |                         | Aufschluss des Ilmtal-Suhler Granits mit deutlicher erkennbarer Wollsackverwitterung. Der Granit war bereits zu Beginn der Rotliegendzeit durch Abtragung freigelegt und tief verwittert (Granitgrus). Auf der Steinbruchsohle ist ein Aplitgang aufgeschlossen. | Ilmenau               | Lage |
| IK_1012 |      | Steinbruch auf dem Kirschberg bei Langewiesen | Ignimbrit mit dunkelroter Matrix und darin gleichmäßig verteilten Feldspäten und Biotitglimmerblättchen | Stefan                  | Im Steinbruch ist der Oehrenstocker Tuff aufgeschlossen, der einen sogenannten Schweißtuff oder Ignimbrit darstellt. | Ilmenau               | Lage |
| IK_1020 |      | Thomas-Steinbruch                             | Glimmerporphyrit, Porphyritbrockentuff | Stefan                  | Im aufgelassenen Thomas-Steinbruch sind an der ca. 30 m hohen Steinbruchwand zwei Glimmerporphyritvarietäten aufgeschlossen, die durch einen polymikten Porphyritbrochentuff getrennt sind. | Ilmenau               | Lage |

### Mineralien
| ID      | Bild | Bezeichnung                             | Art | Stratigraphie | Beschreibung | Gemeinde | Lage |
| ------- | ---- | --------------------------------------- | --- | ------------- | --- | -------- | ---- |
| IK_2004 |      | Schaubergwerk „Volle Rose“, Langewiesen |     |               | Auf dem Freigelände des Schaubergwerkes, südöstlich von Ilmenau im Schortetal, können Bergbaumaschinen und -geräte und historische Bergbau- und Feldlokomotiven besichtigt sowie Fahrten auf dem ca. 2,5 km langen Streckennetz der Feldbahn unternommen werden. Während der Befahrung des historischen Talstollens „Volle Rose“ in einem Grubenzug vermittelt ein erfahrener Bergmann einen Eindruck von der Arbeit der Bergleute und den Abbauverfahren im seit der 2. Hälfte des 19. Jh. umgehenden Flussspatbergbau. | Ilmenau  | Lage |

### Fossilien
| ID     | Bild | Bezeichnung                     | Art                                                                       | Stratigraphie           | Beschreibung | Gemeinde | Lage |
| ------ | ---- | ------------------------------- | ------------------------------------------------------------------------- | ----------------------- | --- | -------- | ---- |
| IK_997 |      | Aufschluss Straßenhang Manebach | graue bis schwarze Schiefertone mit Kohleflözen, Sandsteine, Konglomerate | Unterrotliegend (Autun) | Der „Straßenhang Manebach“ ist ein klassischer Fossilfundpunkt der Rotliegendflora von internationaler Bedeutung. Aufgeschlossen ist die Manebach-Formation – Untere Sandsteinzone (ruMAs1), Flözführendes (ruMAst) und Obere Sandsteinzone (ruMAs2). Im Gebiet von Manebach sind die Steinkohleflöze und andere fossilreiche Schichtglieder in maximaler Mächtigkeit entwickelt. Die gesamte Schichtenfolge fällt nach Norden ein. Durch die frühe Forschungsgeschichte ist Manebach die Typuslokalität einer großen Zahl von Pflanzenfossilien des Rotliegend, z. B. Spenophyllum thonii, Calamites multiramis, Palaeostachya thuingiiaca etc. Signifikante Faunenreste traten bisher nur selten auf. Das Profil an der Bundesstraße beginnt mit den braunroten Grundkonglomeraten, weiter nördlich auch mit konglomeratischen Sandsteinen. Nahe der Bushaltestelle ist ein geringmächtiges Kohleflöz aufgeschlossen. | Ilmenau  | Lage |

### Lagerungsverhältnisse/Tektonik
| ID      | Bild | Bezeichnung                                        | Art | Stratigraphie           | Beschreibung | Gemeinde        | Lage |
| ------- | ---- | -------------------------------------------------- | --- | ----------------------- | --- | --------------- | ---- |
| IK_971  |      | Schottergrube bei Haarhausen                       | Kalkstein, Tonstein, Dolomit | Mittlerer Muschelkalk   | Die Bezeichnung „Schottergrube“ ist etwas irreführend, handelt es sich doch nicht um Flussschotter, sondern um einen Steinbruch im Mittleren und Oberen Muschelkalk sowie Unteren Keuper. Deutlich sichtbar ist, dass die ursprünglich horizontal abgelagerten Schichten im Ergebnis tektonischer Prozesse heute schräg gestellt und gefaltet sind. Durch intensive tektonische Beanspruchung im nordöstlichen Randbereich der Eichenberg-Gotha-Arnstadt-Saalfelder Störungszone entstand die Kleinstückigkeit des hier vormals abgebauten Kalksteinmaterials. Der Aufschluss am südlichen Ortsrand von Haarhausen ist sehr gut erreichbar und als Geotop von überregionaler Bedeutung. | Amt Wachsenburg | Lage |
| IK_960  |      | Kalkberg bei Arnstadt                              | Gips, Dolomit, Kalkstein | Mittlerer Muschelkalk   | Das Geotop umfasst einen Aufschluss mit kleintektonisch gestörtem Gips und Dolomit des Mittleren Muschelkalks am Nordrand der Gotha-Saalfeld-Arnstädter Störungszone. | Arnstadt        | Lage |
| IK_973  |      | Bleiberg                                           | gelbbrauner, porös-zelliger dolomitischer Kalkstein | Zechstein               | Das Geotop umfasst eine Restscholle des Zechsteins (nur an Lesesteinen erkennbar), die aufgrund ihres Einschlusses zwischen Verwerfungen der Abtragung entging. Sie stellt einen Beleg für die ehemalige Überdeckung des Rotliegend mit Zechstein dar. | Geratal         | Lage |
| IK_1021 |      | Gefaltete Tonschiefer bei Großbreitenbach          | Tonschiefer, Grauwacke | Neoproterozoikum        | Der 1 km lange Straßenanschnitt schließt präkambrische Tonschiefer und Grauwacken der Katzhütter Schichten des Schwarzburger Sattels auf, die in eindrucksvoller Weise gefaltet sind. | Großbreitenbach | Lage |
| IK_1017 |      | Gillersdorfer Dachschiefer                         | Dunkelgraue, schwach phyllitische und dünnplattig spaltende Tonschiefer mit Quarzitgeröllen (Dachschiefer). | Kambrium                | Das Naturdenkmal umfasst mehrere unterschiedliche alte, eng beieinanderliegende Steinbrüche, in denen kambrische Schiefer, sogenannt Gillersdorfer Dachschiefer aufgeschlossen sind. | Großbreitenbach | Lage |
| IK_1010 |      | Aufschluss im Uraltdiabas                          | Uraltdiabas, mit Kalknatronfeldspäten, ursprünglich im Diabas enthaltener Augit wurde in Hornblende umgewandelt | Karbon                  | In dem aufgelassenen Steinbruch 1,5 km nordwestlich von Langewiesen unterhalb der B 88 ist ein ca. 300 m mächtiger Uraltdiabaslagergang aufgeschlossen. Der ursprüngliche Mineralbestand wurde zum Teil auch durch kinetische Metamorphose umgewandelt. | Ilmenau         | Lage |
| IK_1009 |      | Granitgrusgrube auf dem Ehrenberg                  | Granit, Granitgrus, Fleckenschiefer | Unterkarbon (Dinantium) | Aufgeschlossen ist tiefgründig zersetzter Granit (Granitgrus), der Gegenstand des Abbaus war. Weiterhin stehen am westlichen Grubenrand metamorphisierte Schiefer an. Auf der Grubensohle befinden sich Granitblöcke mit typischer Wollsackverwitterung. | Ilmenau         | Lage |
| IK_984  |      | Kupferberg bei Ilmenau-Roda                        | Gips, Dolomit (bituminös) | Zechstein               | Das Geotop umfasst einen aufgelassenen Steinbruch an der B 88, in dem steil aufgerichteter Plattendolomit aufgeschlossen ist und Gipsaufschlüsse am Sportplatz von Roda (ehemalige Gipsgrube). | Ilmenau         | Lage |
| IK_1006 |      | Steinbruch Ehrenberg-Ost                           | Granit, Amphibolithhornfels, Grauwackenhornfels | Karbon                  | Im Bereich des Steinbruchs ist eine „Innere Kontaktzone“ aufgeschlossen. Die ehemaligen Tonschiefer wurden hier durch die kontaktmetamorphe Wirkung des Granits (einzelne Granitapohysen sind aufgeschlossen) in Amphibolithornfels umgewandelt. | Ilmenau         | Lage |
| IK_998  |      | Steinbruch Schillerhöhe am Ehrenberg               | deutlich geschichteter Amphibolithornfels mit Linsen von Granat und Epidot | Karbon                  | Im Bereich des Steinbruchs ist eine „Innere Kontaktzone“ aufgeschlossen. Die ehemaligen Tonschiefer wurden hier durch die kontaktmetamorphe Wirkung des Granits hochgradig verändert und in Amphibolithornfels umgewandelt. | Ilmenau         | Lage |
| IK_1007 |      | Untere Gehrener Schichten                          | Enstatitporphyrit, Arkose | Stefan                  | In mehreren Aufschlüssen entlang der Straße sind die diskordant auf dem Grundgebirge (Granit) lagernden Unteren Gehrener Schichten (Basissedimente und Enstatitporphyrit) aufgeschlossen. | Ilmenau         | Lage |
| IK_987  |      | Geologischer Aufschluss am Kaffenberg bei Stadtilm | Kalkstein, mikritisch bis arenitisch, schillführend (typisch Coenothyris vulgaris), oolithisch, oft porig, stellenweise Hartgründe, plattig bis dickbankig, wulstig bis knauerig, blaugrau, verwittert rostbraun bis gelblichweiß; Kalkmergelstein, mikritisc | Unterer Muschelkalk     | Am Südhang des Kaffenberges ist der Untere Muschelkalk mit sattelförmig gefalteter Terebratulabank aufgeschlossen. | Stadtilm        | Lage |

### Sedimentstrukturen
| ID     | Bild | Bezeichnung                     | Art    | Stratigraphie        | Beschreibung | Gemeinde | Lage |
| ------ | ---- | ------------------------------- | ------ | -------------------- | --- | -------- | ---- |
| IK_976 |      | Ehemalige Tongruben bei Dosdorf | Mergel | Oberer Buntsandstein | An der Südwand der ehemaligen Tongrube sind Schichten des Oberen Buntsandsteins mit sehr schönen Letten- bzw. Mergelschichten aufgeschlossen. | Arnstadt | Lage |

### Typlokalitäten/Richtprofile
| ID      | Bild | Bezeichnung                          | Art | Stratigraphie           | Beschreibung | Gemeinde   | Lage |
| ------- | ---- | ------------------------------------ | --- | ----------------------- | --- | ---------- | ---- |
| IK_980  |      | Totenstein                           | Das mittel- bis grobkiesige Totenstein-Konglomerat (roELc2) besteht fast ausschließlich aus Geröllen von Rhyolithen, untergeordnet treten auch Quarz, Quarzit, Schiefer, Granit und roter Sandstein auf. | Oberrotliegend (Saxon)  | Der Totenstein, auch Friedensstein genannt, befindet sich nur wenige 100 m westlich der Ortslage von Elgersburg und stellt ein bis 50 m über das Körnbachtal hinausragendes Felsmassiv dar. Es besteht aus Oberem Porphyrkonglomerat der Elgersburg-Formation des Oberrotliegend. Am Westhang des Totensteines ist als Typuslokalität das Totensteinkonglomerat nahezu in seiner gesamten Mächtigkeit von etwa 120 m aufgeschlossen. | Elgersburg | Lage |
| IK_1001 |      | Obere Gehrener Schichten bei Ilmenau | Glimmerporphyrit, Staubtuffe, Melaphyr, Tonstein, Tonschiefer, Sandstein | Unterrotliegend (Autun) | Mit Verbreiterung eines Forstweges entstand ein 450 m langer Aufschluss, der einen Einblick in die Schichtenfolge der Ilmenau-Folge gab (später zugewachsen). Aufgeschlossen waren Glimmerporphyrit, Obere Tonsteine, Höllkopfmelophyr, Ton- und Sandsteine. | Ilmenau    | Lage |

### Fluviatile und gravitative Abtragungs- und Ablagerungsformen
| ID      | Bild           | Bezeichnung                                               | Art | Stratigraphie                          | Beschreibung | Gemeinde        | Lage |
| ------- | -------------- | --------------------------------------------------------- | --- | -------------------------------------- | --- | --------------- | ---- |
| IK_969  |                | Nationaler Geotop „bad lands“ im Gebiet der Drei Gleichen | Tonstein, Schluffstein, Sandstein | Arnstadt-Formation (Steinmergelkeuper) | Als „bad lands“ werden wüstenartige, vegetationsarme bis -freie Gebiete bezeichnet. Im Drei Gleichen-Gebiet wurden die entsprechenden Flächen durch Beweidung künstlich freigelegt und durch Erosion die südwest-exponierten Abhänge u. a. der Burg Gleichen, der Mühlburg, der Wachsenburg sowie des Kaff- und Kallenberges zu der in Deutschland sehr seltenen Landschaftsform „bad lands“ gestaltet. Die charakteristischen Bildungen aus rotbraunen Ton- und Mergelsteinen mit eingelagerten graugrünen bis dunkelgrauen dolomitisierten Mergelsteinen und hellgrauen Sandsteinen wurden unter einem Wechsel von Überflutung und Trockenfallen abgelagert. Der Aufschluss unterhalb der Burg Gleichen ist die Typuslokalitat für die neu eingeführte Arnstadt-Formation. Hier stehen nach alter Gliederung die Unteren Bunten Mergel, die Grauen Mergel und die Oberen Bunten Mergel mit über 100 m Mächtigkeit an. Den Abschluss der Folge bildet der gelbgraue Semionotussandstein, der unterhalb der Wachsenburg repräsentativ aufgeschlossen ist. Über dem Steinmergelkeuper steht im Plateaubereich der Burgberge der Rätsandstein (Oberer Keuper) an, welcher die „bad lands“ vor Erosion schützt. Er wurde als sog. Seeberger Sandstein schon seit Jahrhunderten besonders am Seeberg bei Gotha als Werkstein abgebaut. Am Fuße des Burgberges der Wachsenburg wurde seit dem 16. Jh. Gips des im Liegenden befindlichen Heldburggipses (Mittlerer Keuper) abgebaut (Ausschilderung: Alabasterbruch unterhalb der Wachsenburg). Die Gesteine des Keupers im Gebiet der Drei Gleichen befinden sich in der Grabenstruktur des sog. Wachsenburggrabens als Teil der Eichenberg-Gotha-Arnstadt-Saalfelder Störungszone, in der die Sedimente der Trias grabenförmig eingesungen sind und so die jüngeren Sedimente des Oberen und Mittleren Keupers gegenüber den umgebenden Gesteinen des Unteren Keupers und Muschelkalkes erhalten bleiben konnten. Die „bad lands“ im Gebiet der Drei Gleichen erhielten die Auszeichnung als Nationaler Geotop. | Amt Wachsenburg | Lage |
| IK_959  |                | Bienstein bei Gossel                                      | Kalkstein | Unterer Muschelkalk                    | Charakteristischer Aufschluss des Unteren Muschelkalks mit herausgewitterter Schaumkalkzone im Gebiet der Saale-Ilm-Ohrdrufer Platte. Als Besonderheiten sind Karsthöhlen und typische Karsterscheinungen im Bachbett der Wilden Weiße zu nennen. | Arnstadt        | Lage |
| IK_1110 |                | Felswand Jungfernsprung im Jonastal                       | Mergelkalk knaurig, wellig, feinschichtig, flasrig, mit geringmächtigen Lutit-, Arenit- und Ruditbänken, an der Basis mit Gelber Grenzbank (nach Seidel 1995) | Trias                                  | Die Felswand des Jungfernsprungs im Jonastal stellt einen Prallhang dar, der seine Entstehung der erosiven Tätigkeit der eiszeitlichen und rezenten Wilden Weiße verdankt. Die Felskuppe am Jungfernsprung ist ein Zeugenberg, der durch die Erosion des fließenden Wassers während der Eiszeit von der übrigen Muschelkalkhochfläche von Bittstädt, einem Teilgebiet des Muschelkalkplateaus von Gossel, abgetrennt worden ist. Petrographisch besteht die Felsgruppe des Jungfernsprungs aus Sedimenten des Unteren Wellenkalks. Der über 20 m hohe Steilanschnitt der Schichtenfolge des Unteren Muschelkalks repräsentiert einen ausgezeichneten Einblick in die ruhigen Lagerungsverhältnisse am Südrand des Thüringer Beckens. | Arnstadt        | Lage |
| IK_986  | weitere Bilder | Reinsburg bei Plaue-Kleinbreitenbach                      | Kalkstein | Unterer Muschelkalk                    | Unterhalb der Reinsburg ist eine Steilstufe des Unteren Muschelkalks zu sehen. | Arnstadt        | Lage |
| IK_974  |                | Kammerlöcher bei Angelroda                                | Kalkstein | Unterer Muschelkalk                    | Die Kammerlöcher stellen einen repräsentativen Aufschluss der Schichtenfolge des Unteren Muschelkalkes am Südrand des Thüringer Beckens dar. Durch Abriss mauerartiger Schollen entstand hangparallel ein System von Abrissklüften mit Schluchten bei 15 m Tiefe. | Martinroda      | Lage |
| IK_975  |                | Große Kanzel an den Reinsbergen                           | Kalkstein | Unterer Muschelkalk                    | Der klassische Aufschluss des Wellenkalktraufes stellt mit seinen Bergsturzmassen ein Demonstrationsobjekt für sehr junge bis rezente Massenverlagerung infolge Stürzfließens im Bereich des Unteren Wellenkalkes und der Oolithzone dar. | Plaue           | Lage |

### Lösungsbedingte Abtragungs- und Ablagerungsformen
| ID     | Bild | Bezeichnung                               | Art                      | Stratigraphie         | Beschreibung | Gemeinde        | Lage |
| ------ | ---- | ----------------------------------------- | ------------------------ | --------------------- | --- | --------------- | ---- |
| IK_957 |      | Erdfall bei Bittstädt                     | Gips, Dolomit, Kalkstein | Mittlerer Muschelkalk | Der Erdfall entstand infolge Gipsauslaugung im Mittleren Muschelkalk. Der Erdfall ist mit ca. 80-jährigen Rotbuchen umgeben und auch selbst mit Buchen bestockt. Der Erdfall liegt im TÜP Ohrdruf! | Amt Wachsenburg | Lage |
| IK_955 |      | Böhlershöhle im Jonastal bei Arnstadt     |                          | Unterer Muschelkalk   | Das Böhlersloch ist der Zugang zu einem ehemaligen unterirdischen Flusslauf der Wilden Weiße. Die 1992 durch die HFG Wutha-Farnroda durchgeführte Vermessung ergab eine befahrbare Länge der Höhle von 40 m. | Arnstadt        | Lage |
| IK_983 |      | Erdfall im Reichenbachtal                 |                          | Zechstein             | Die Erdfallbildung im Reichenbachtal ist auf Auslaugung von Zechsteingipsen zurückzuführen. Die natürlichen Auslaugungsprozesse wurden im 18. Jh. bergbaubedingt (Anlage des Martinröder Stollens) verstärkt und dauern bis in die Gegenwart an. | Ilmenau         | Lage |
| IK_999 |      | Ilmenauer Teichgebiet                     | Dolomit                  | Zechstein             | Den Untergrund des FND Ilmenauer Teichgebiete bilden die Unteren und Oberen Letten des Zechsteins. Durch Auslaugung von Zechsteingipsen kam es zu zahlreichen Erdfällen, deren größter, das Prinzessinloch, einen Durchmesser von 50 m aufweist. | Ilmenau         | Lage |
| IK_972 |      | Karsthöhle (Oberfeldhöhlen) bei Dienstedt | Kalkstein                | Unterer Muschelkalk   | Die Oberfeldhöhlen Dienstedt (Karsthöhle Dienstedt) etwa 1 km nördlich Dienstedt sind in den Kalk- und Kalkmergelsteinen des Unteren Muschelkalks an der Südflanke des Tannrodaer Gewölbes entstanden und liegen heute etwa 20 m oberhalb der Ilm. Während des Pleistozäns konnten die Wässer der „Ur-Ilm“ im stark geklüfteten Gestein versinken und ein ca. 350 m langes Höhlensystem mit eindrucksvollen Erosionsformen hinterlassen. Besucher können die Höhle auf einer Länge von 155 m begehen. | Stadtilm        | Lage |

### Verwitterungsformen
| ID      | Bild           | Bezeichnung          | Art | Stratigraphie           | Beschreibung | Gemeinde   | Lage |
| ------- | -------------- | -------------------- | --- | ----------------------- | --- | ---------- | ---- |
| IK_977  |                | Droesse-Felsen       | Schwalbensteinkonglomerat, Geröllbestand vorwiegend Quarzporphyr, Durchmesser der schlecht gerundeten Einzelgerölle bis 2 m                                                           | Oberrotliegend (Saxon)  | Der ca. 30 m südöstlich des Goethe-Felsens auf der rechten Seite des Körnbachtales gelegene Droesse-Felsen schließt Schwalbensteinkonglomerat der Elbergsburg-Folge auf. | Elgersburg | Lage |
| IK_982  |                | Fritz-Reuter-Felsen  | Schwalbenstein Konglomerat, Geröllbestand vorwiegend Quarzporphyr, Durchmesser der schlecht gerundeten Einzelgerölle bis 2 m                                                          | Oberrotliegend (Saxon)  | Der Fritz-Reuter-Felsen ist eine Felsfreistellung ca. 200 m südwestlich des Goethe-Felsens, bestehend aus Schwalbenstein-Konglomerat der Elgersburg-Folge. | Elgersburg | Lage |
| IK_981  | weitere Bilder | Goethe-Felsen        | Schwalbenstein-Konglomerat, Geröllbestand vorwiegend Quarzporphyr, Durchmesser der schlecht gerundeten Einzelgerölle bis 2 m                                                          | Oberrotliegend (Saxon)  | Der Goethe-Felsen, wenige 100 m westlich Elgersburg im schmalen Körnbach-Tal (auch Kermich-Tal genannt), ist eine 20 m hohe Felsfreistellung, bestehend aus Schwalbenstein-Konglomerat der Elgersburg-Formation. Schlechte Rundung der Gerölle und schlechte Sortierung weisen auf einen kurzen Transportweg hin. Genetisch stellt das Konglomerat einen Bergfuß-Schwemmfächer dar. Westlich und östlich dieser Felsbildung befinden sich mit dem Fritz-Reuther-Felsen und Droesse-Felsen weitere interessante Geotope.           | Elgersburg | Lage |
| IK_1013 |                | Emmastein            | Konglomerat aus regellos angeordneten Porphyrgeröllen (bis über 30 cm Durchmesser). Untergeordnet kommen auch kleine Gerölle aus Quarz, Quarzit, kambrischem Schiefer und Granit vor. | Unterrotliegend (Autun) | Der Emmastein ist eine markante Felsfreistellung, die namensgebend für das hier aufgeschlossene Emmafelskonglomerat (ruGcE) der Goldlauter-Folge (ruG) ist. | Ilmenau    | Lage |
| IK_1004 |                | Großer Hermannstein  | Porphyr: dichte bis feinstkörnige felsitische Grundmasse mit bis zu 1 cm großen Drusenräumen                                                                                          | Unterrotliegend (Autun) | Der bis zu 15 m hohe Große Hermannstein, ca. 750 m über NHN, unmittelbar am Wanderweg von Manebach zum Kickelhahn gelegen, ist ein durch allseitige Abtragung herauspräparierter Einzelfelsen. Dieser besteht aus dem Kickelhahn-Porphyr. Es handelt sich um Erosionsreste einer ehemals über mehrere Kilometer ausgebildeten bis 100 m mächtigen Rhyolithdecke. Auf dem Felsen befand sich eine mittelalterliche Burganlage. In der Nähe dieses Flächennaturdenkmals befinden sich die Felsbildungen des Kleinen Hermannsteines. | Ilmenau    | Lage |
| IK_1005 |                | Kleiner Hermannstein | Porphyr | Unterrotliegend (Autun) | Der Kleine Hermannstein ist ein durch allseitige Abtragung herauspräparierter Einzelfelsen, der aus Kickelhahnporphyr besteht. Es handelt sich um Erosionsreste einer ehemals über mehrere Kilometer ausgebildeten bis 100 m mächtigen Porphyrdecke. | Ilmenau    | Lage |
| IK_1008 |                | Schwalbenstein       | Konglomerat aus schlecht gerundeten Porphyrgeröllen | Oberrotliegend (Saxon)  | Der Schwalbenstein ist eine Felsfreistellung, die aus dem nach ihm benannten Schwalbensteinkonglomerat besteht. | Ilmenau    | Lage |
| IK_1003 |                | Steinbachskopf       | Tonstein | Unterrotliegend (Autun) | Am östlichen Rand des FND sind die Oberen Tonsteine (ruILt2) der Ilmenau-Folge in mehreren bis 2 m hohen Felsklippen aufgeschlossen. | Ilmenau    | Lage |
| IK_1019 |                | Tilly-Felsen         | Glimmerporphyrit | Stefan                  | Der Tilly-Felsen ist eine Felsfreistellung aus Glimmerporphyrit. | Ilmenau    | Lage |

### Magmatische Bildungen
| ID      | Bild | Bezeichnung                        | Art                                                               | Stratigraphie          | Beschreibung | Gemeinde   | Lage |
| ------- | ---- | ---------------------------------- | ----------------------------------------------------------------- | ---------------------- | --- | ---------- | ---- |
| IK_978  |      | Steinbruch im Kohltal              | Rhyolith mit sehr kleinen Einsprenglingen von Quarz und Feldspat. | Oberrotliegend (Saxon) | In dem aufgelassenen Steinbruch ist mit dem Elgersburg-Rhyolith eine Staukuppe des jüngsten Vulkanits im Permokarbonprofil des Thüringer Waldes aufgeschlossen, die als Nachläufer des Oberhöfer Vulkanismus anzusehen ist.                           | Elgersburg | Lage |
| IK_996  |      | Aufschluss im Schobstal bei Gehren | Quarzporphyr, Glimmerporphyrit                                    | Stefan                 | Aufgeschlossen ist ein Quarzprophyrgang in älterem Glimmerporphyrit. Durch schnelle Abkühlung kam es zur säuligen Ausbildung des Ganggesteins. Die Säulen formen im Aufschluss eine Art Treppe.                                                       | Ilmenau    | Lage |
| IK_1016 |      | Hühnerstein am Gickelberg          | Glimmerporphyrit                                                  | Stefan                 | Die Felsbildung des Hühnersteins stellt die herausgewitterten Reste eines ehemaligen Vulkanschlotes aus Glimmerprophyrit dar. Durch Abtragung der durchschlagenen weichen Sedimentgesteine wurde der Vulkanschlot in seiner heutigen Form freigelegt. | Ilmenau    | Lage |